# René Cliquet
René Cliquet, né à Bruxelles en 1899, où il est mort le 28 septembre 1977, est un sculpteur et médailleur belge.

## Biographie
René Cliquet se forme d'abord à l' Académie des beaux-arts de Saint-Josse-ten-Noode, ainsi que dans l'atelier d'Henri Ottevaere. 
Après la Première Guerre mondiale, il s'inscrit en cours du soir de sculpture à l'Académie royale des beaux-arts de Bruxelles dans l'atelier de Gustave Fontaine.
Il meurt à Bruxelles le 28 septembre 1977 et est inhumé au cimetière d'Ixelles.

## Son œuvre
René Cliquet réalise de nombreuses statues, bustes et médailles de membres de la famille royale de Belgique ainsi que de diverses personnalités du monde des arts, sciences, lettres. 
Son œuvre la plus connue est le Monument à Léopold Ier à La Panne. A l’extrémité de l’esplanade qui porte son nom, le monument à Léopold 1er (René Cliquet et Victor Martiny, 1958) rappelle sa Joyeuse Entrée en Belgique le 17 juillet 1831, accompagné par le Premier ministre français depuis Dunkerque à bord d’une calèche escortée par un escadron de cavalerie française.
- Pleureuse tombe famille Misrhian, Cimetière de Bruxelles, Evere
- Mahatma Gandhi, parc Marie-José, Anderlecht : assis tailleur, the World is my Family, inauguré à l’occasion du centenaire de sa naissance, le 18 octobre 1969.
- Statue de la Reine Elisabeth, face à l’Albertine , Bruxelles

Œuvres de René Cliquet
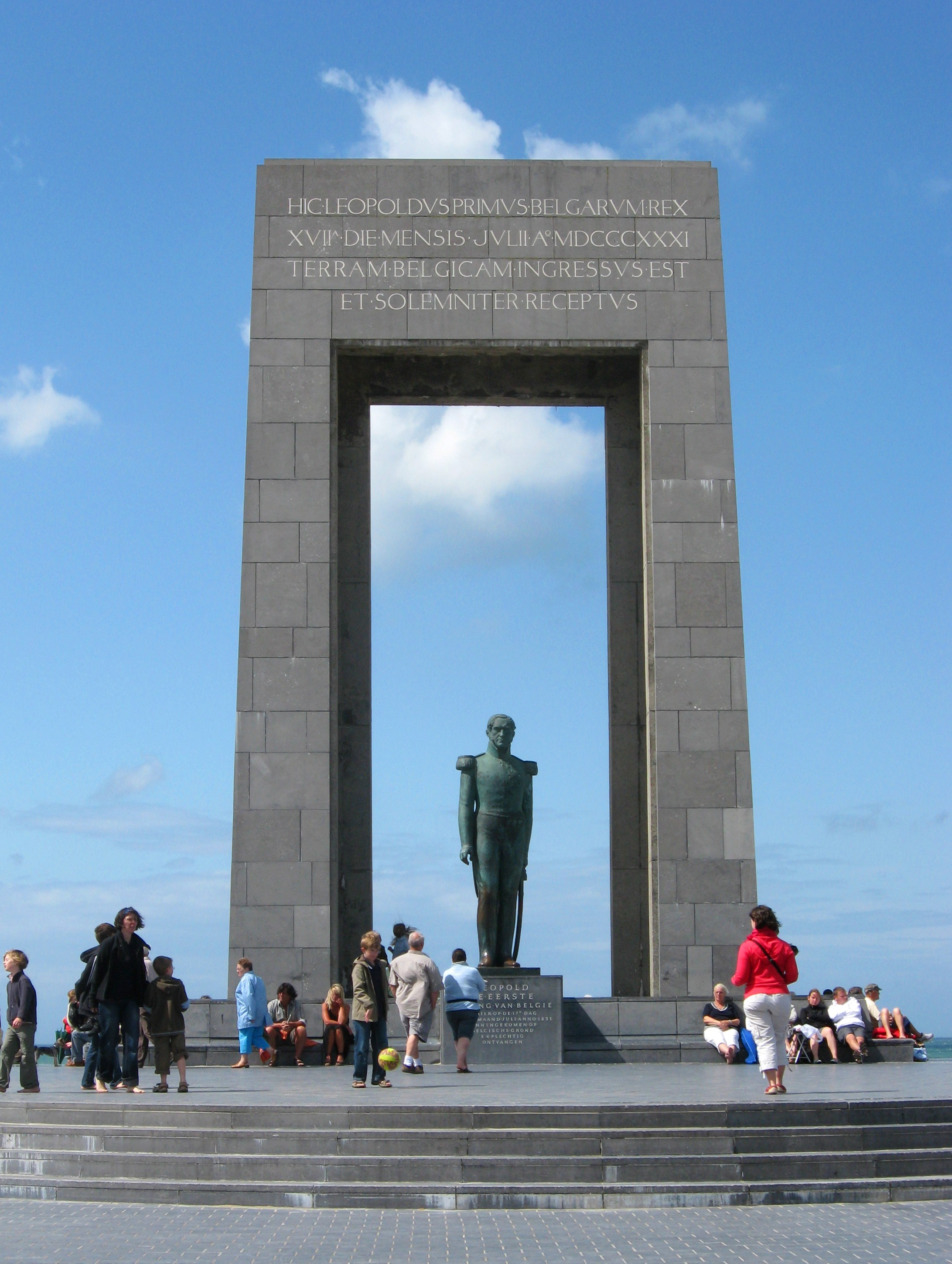
Monument à la Résistance, Palais de Justice, Bruxelles
- Effigies en médaillon de Logelain et Clesse à l' abbaye de la Cambre
- La Sirène, Jardin du CERIA, Anderlecht
- Statue de Léopold II, Jardin du Roi (avenue Louise, Ixelles)
- Monument Joseph Lebeau, avenue de Tervueren, Woluwe-Saint-Pierre
- médaillon Oswald Poreau, parc Josaphat, Schaerbeek
- Œuvres de René Cliquet
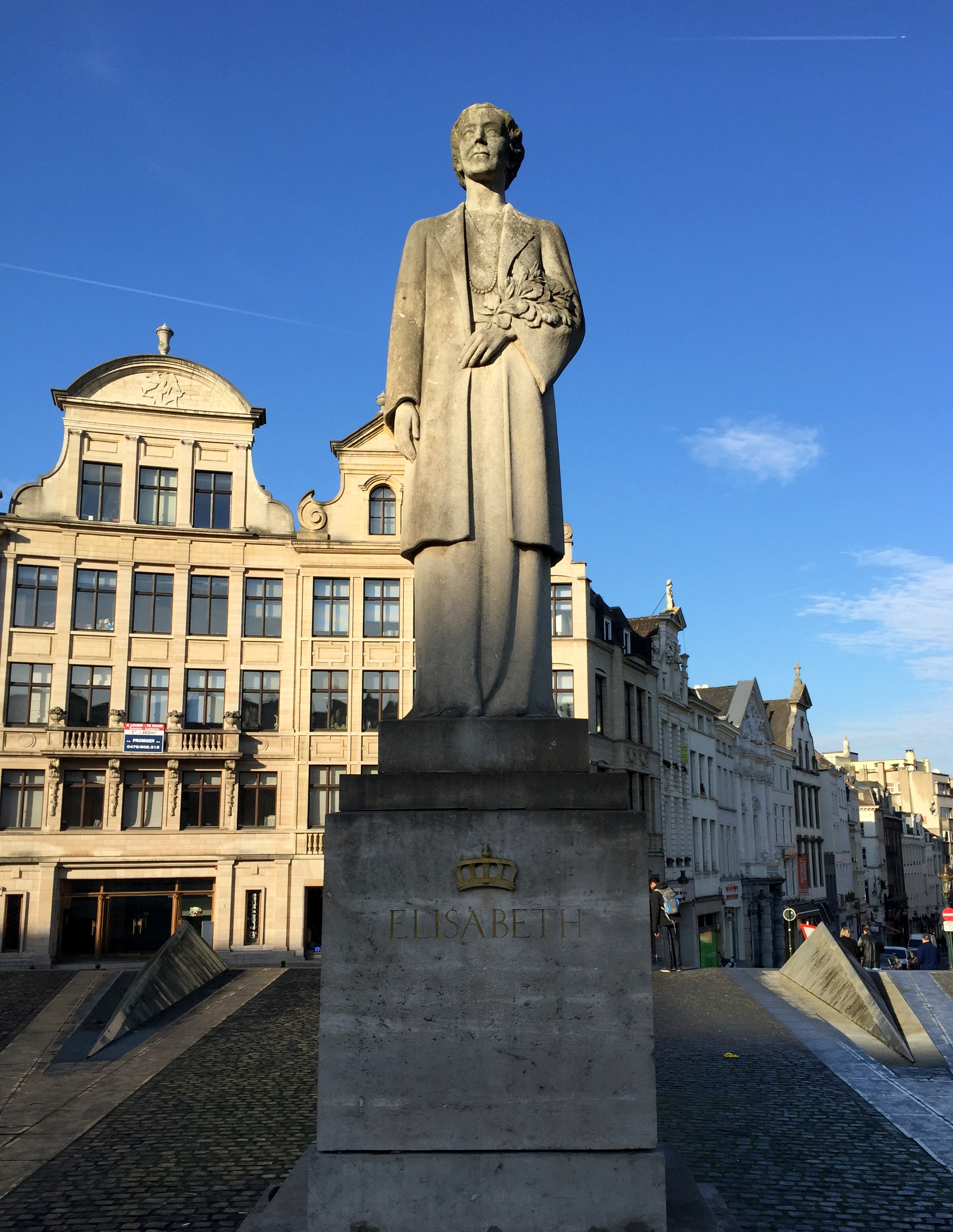
Monument à Léopold Ier, La Panne.
- Monument à la reine Élisabeth, Bruxelles.
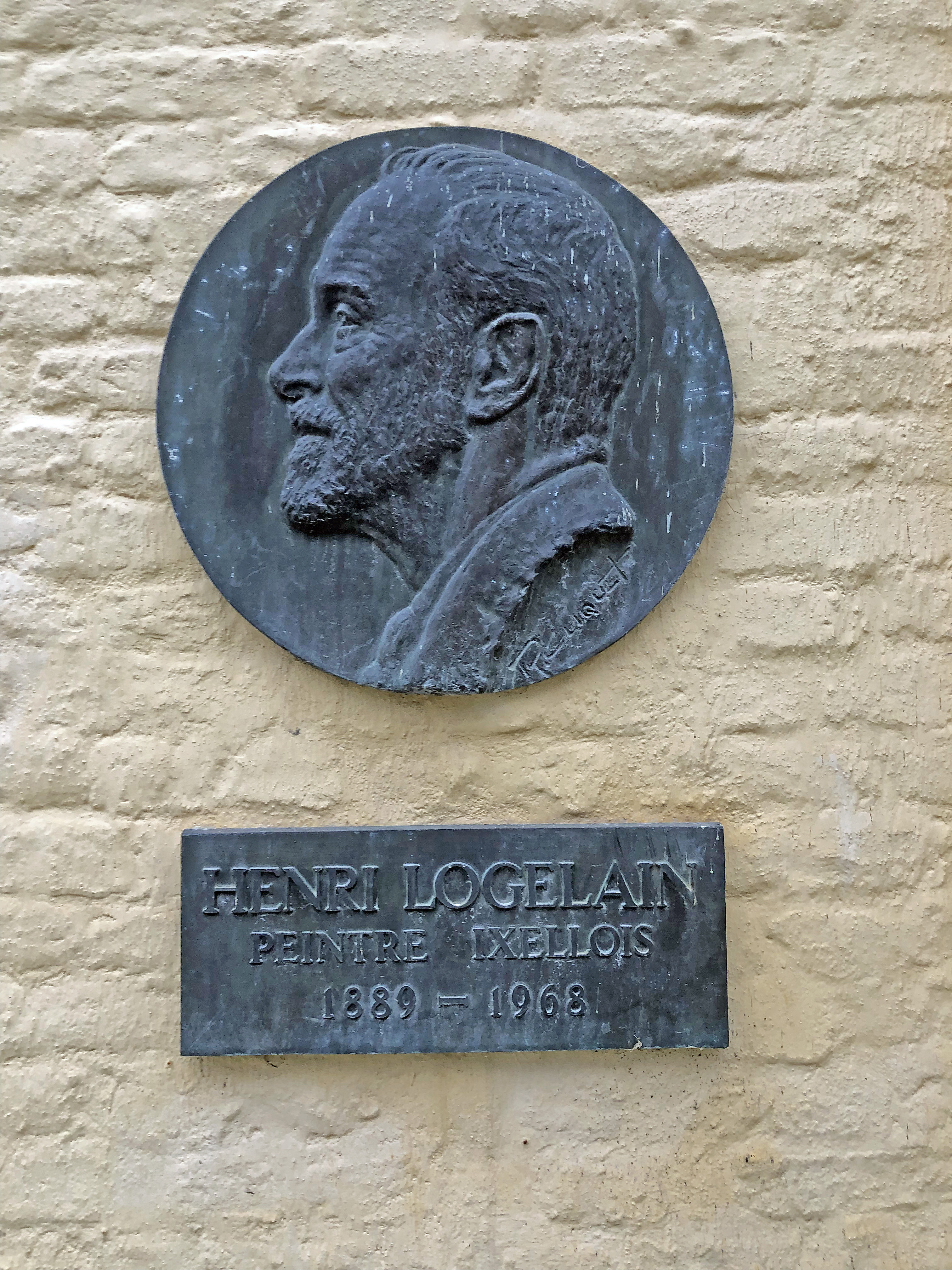
Monument à Henri Logelain (détail), Ixelles, abbaye de la Cambre.
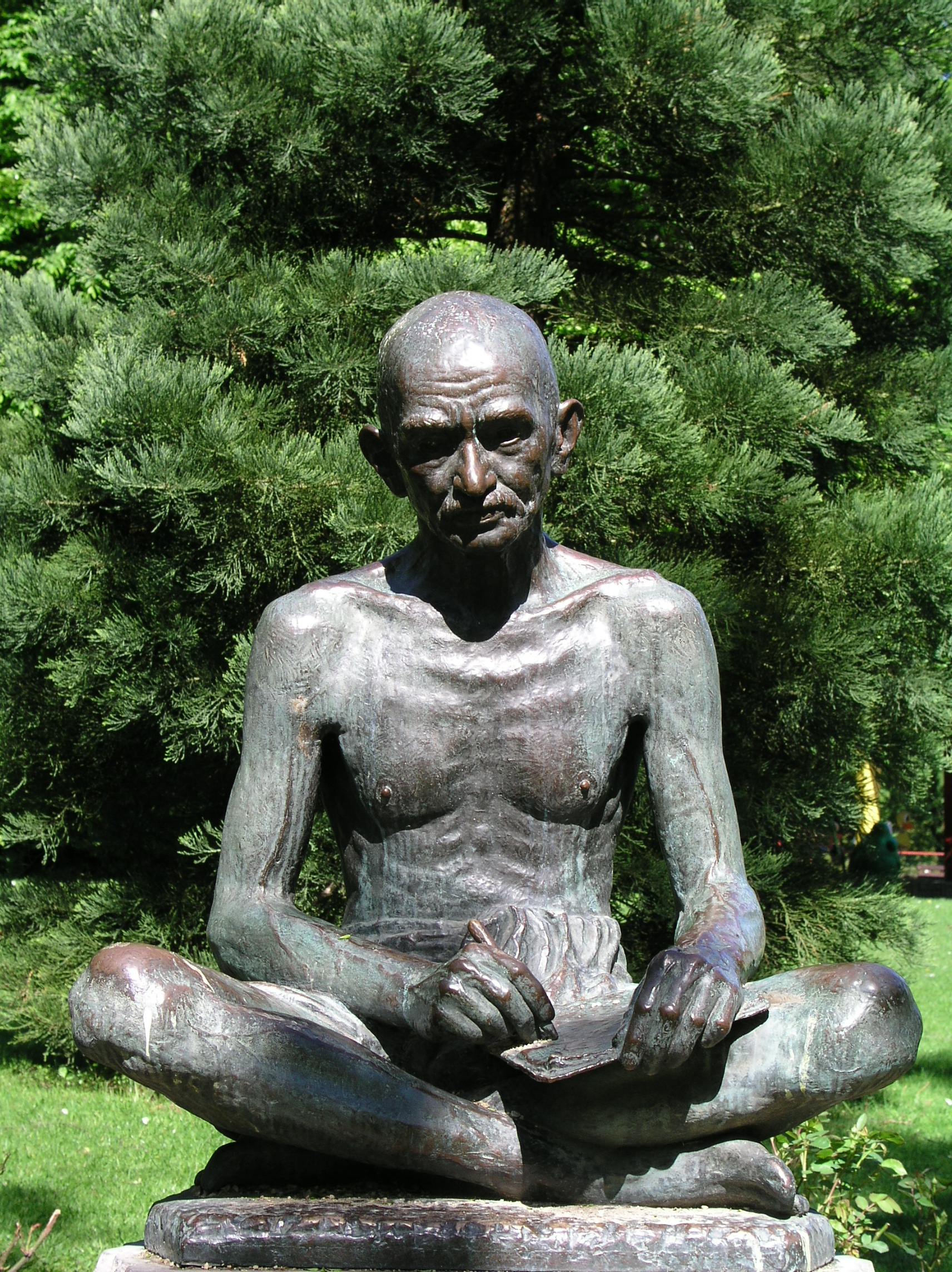
Mahatma Gandhi (parc Marie-José, Molenbeek-Saint-Jean)
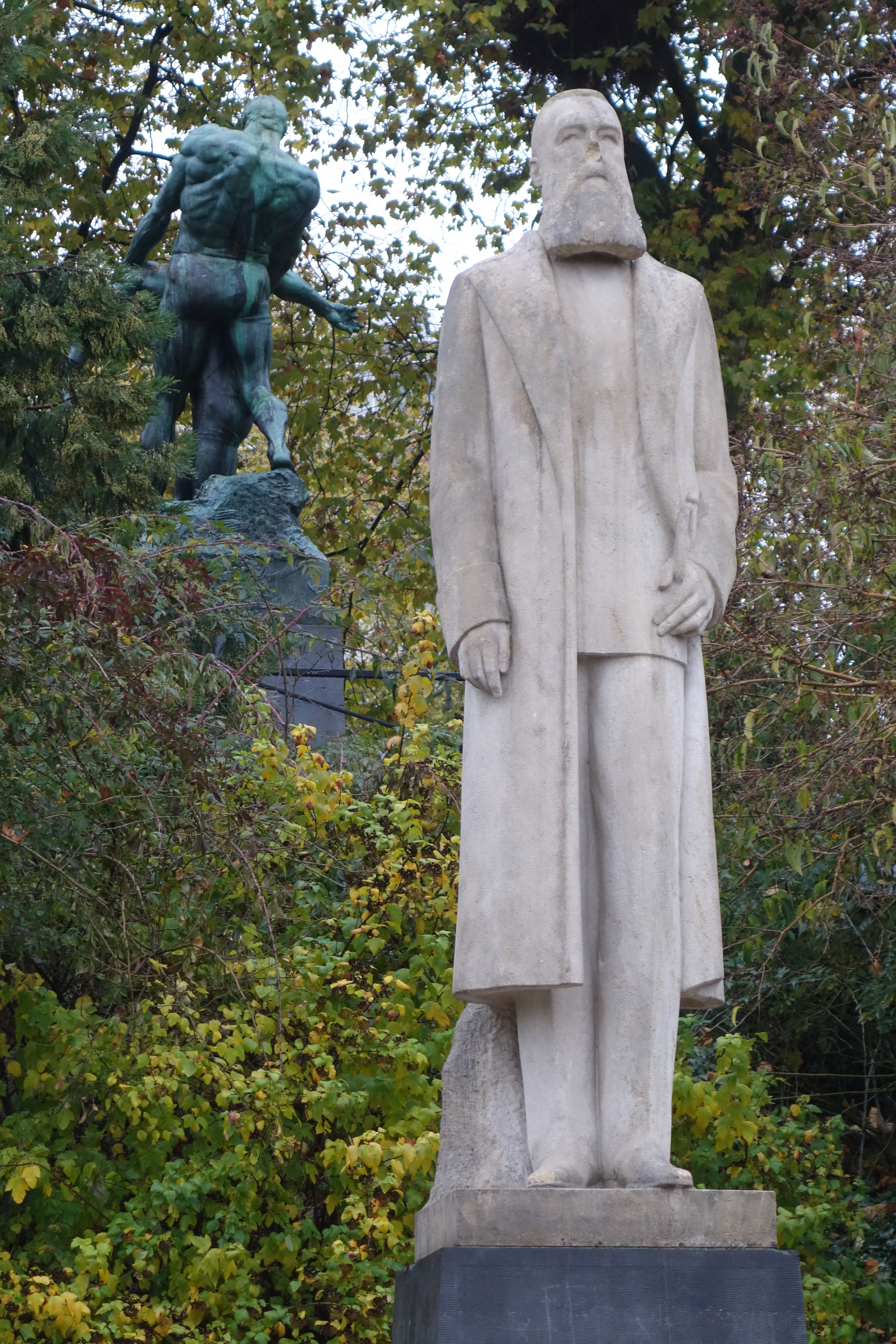
Le roi Léopold II (jardin du Roi, Ixelles)

## Œuvres
1961 : Buste de Marcel Barzin, Université libre de Bruxelles - Archives, patrimoine, réserve précieuse